# Мачка
Мачка, такође звана и домаћа мачка или кућна мачка (лат. Felis catus), мали је месождер, врста сисара из рода Felis. Верује се да је њен предак била афричка дивља мачка (Felis silvestris lybica). Мачке живе у блиској вези са људима најмање 9.500 година.
Наука која проучава мачке се зове фелинологија.
Постоји много различитих раса мачака, од којих су неке безрепе или бездлаке, као резултат мутација и има их у различитим бојама. Оне су вешти грабљивци и познато је да за исхрану лове преко 1.000 различитих врста животиња. Веома су паметне. Неке од њих се могу научити, или чак науче саме, да покрећу једноставније механизме, попут кваке на вратима или ручице на водокотлићу.
Комуницирају гласом (мјаукањем), предењем, фрктањем, режањем, шкљоцањем, и са још око стотину других гласова, као и говором тела. Мачке које живе у групама користе комбинацију гласова и говора тела за међусобно споразумевање.
Пошто је одомаћивање мачке релативно од скоро, мачке такође могу самостално да живе у дивљини, често формирајући мање колоније. Повезаност људи и мачака довела је до њеног појављивања у митологији и легендама више култура, укључујући древну египатску, кинеску и нордијску.
Уобичајено веровање било је да је мачка припитомљена у древном Египту, где је била култна животиња. Међутим, студија из 2007. открила је да све лозе од којих домаће мачке воде порекло потичу од неколико (до пет) самоприпитомљених афричких дивљих мачака (Felis silvestris lybica), са Блиског истока, приближно 8000. п. н. е.

## Научна класификација
Домаћа мачка названа је Felis catus по Линеовој номенклатури из 1758. године. Јохан Кристијан Данијел фон Шребер (Johann Christian Daniel von Schreber) назвао је дивљу мачку Felis silvestris 1775. године. Домаћа мачка се данас сматра подврстом дивље мачке: по стриктном правилу Интернационалног кода номенклатуре животиња име врсте би требало да буде F. catus пошто га је Лине први употребио. Међутим, у пракси готово сви биолози користе F. silvestris за дивље врсте, а F. catus само за домаћу мачку.
По мишљењу 2017 (објављеном у тому 60, део 1, Bulletin of Zoological Nomenclature, 31. марта 2003. године) Интернационалне комисије за номенклатуру животиња „дозвољена је употреба 17 различитих имена заснованих на дивљим врстама, која су настала пре или истовремено са онима заснованим на домаћим врстама“, сврставајући F. silvestris у дивљу мачку, а F. silvestris catus за њену домаћу подврсту (F. catus је још увек важећи назив, уколико се домаћи облик рачуна као посебна врста).

## Карактеристике

### Физички изглед
Одрасла мачка је од њушке до краја трупа дугачка просечно 60 cm, док јој је реп дугачак око 25 cm. У раменима је висока 30-35 cm. Мачка је у просеку тешка између 2,5 и 7 kg, мада неке врсте, попут Мејн Кун могу да достигну 11,3 kg. Познато је да су неке достизале и тежину од 23 kg услед „преждеравања“. Ово је веома нездраво за мачку, и требало би да буде предупређено правилном исхраном и вежбањем (игром), што нарочито важи за мачке које живе у затвореном.
Кућне мачке живе у просеку између 14 и 20 година, премда је најстарија позната мачка живела чак 36 година. Домаће мачке живе дуже уколико не излазе напоље (чиме се смањује ризик од повреда у борби или изложеност болестима) и ако су стерилисане.
 Дивље мачке које живе у урбаној средини често живе само две године или мање. Дивље мачке у колонијама могу живети знатно дуже. Најдужи забележени животни век дивље мачке је 26 година. Рекорд држи мачак Марк који је био заштићен од стране хуманитарног британског друштва за заштиту мачака.

#### Уши
Тридесет и два засебна мишића омогућавају мачки да покреће уши независно једно од другог. Већина мачака има подигнуте уши. За разлику од паса, спуштене уши су права реткост. Када је уплашена или љута, мачка уз фрктање и режање, повија уши уназад. Мачка ће такође повити уши уназад и док се игра, или када је заинтересује звук који јој долази са леђа.

#### Метаболизам
Мачке прикупљају снагу спавањем више од већине других животиња, нарочито док расту. Трајање спавања током дана варира, обично 12—16 сати, у просеку 13—14. Неке мачке могу спавати чак 20 сати у току 24 часа.
Због њихове ноћне природе, код мачака предвече долази до повећане хиперактивности и жеље за игром које неки називају „вечерње лудило“, „ноћно лудило“ или „луди час“.
Темперамент мачке варира у зависности од врсте и социјалних чинилаца. Краткодлаке мачке су обично мршавије и активније, док су дугодлаке дебље и мање активне.
Нормална телесна температура мачке је између 38 и 39 °C. Мачји пулс износи између 140 до 220 откуцаја у минуту и веома зависи од тога колико је мачка узбуђена. За мачку која се одмара нормалан пулс износи између 150 и 180 откуцаја у минуту, готово дупло више од човека.

#### Ноге
Раширено веровање каже да се мачка увек дочека на ноге; то се углавном и дешава, али не увек. Током пада, мачка рефлексно окреће своје тело и исправља се користећи свој високо развијени осећај за баланс и еластичност. Ово је познато под називом мачји „исправљајући рефлекс". Она се увек исправља у истом правцу, уколико за то има времена током пада. Поједине врсте које немају реп су изузетак, зато што мачка користи реп за балансирање током пада.
Мачке су, као и пси, дигитигради: ходају директно се ослањајући на прсте, док кости њихових шапа чине мањи део видљивог дела ноге. Мачке су способне за веома прецизан ход, јер као и све feline директно осећају да је место на коме се налази предња шапа директно подударно са местом задње шапе, што смањује шумове и видљиве трагове. Ово такође омогућава сигуран корак по неравним подлогама.
Попут многих предатора, мачке имају увлачљиве канџе. Ово је, у ствари, погрешан назив, јер у свом нормалном, опуштеном положају, мачке држе своје канџе обавијене кожом и крзном око ножних прстију. Ово раде како би им канџе увек биле оштре, тако што се тиме спречава њихово хабање при контакту са тлом. Мачке могу да избаце канџе на различиту дужину, у зависности од тога да ли лове, да ли се бране, пењу итд. По вољи могу да избацују канџе на само једној или више шапа. Такође, мачке избацују канџе и када ходају по меканим површинама (кревету, тепиху итд.) или када их човек држи, обично када су њихове предње шапе у близини човекових рамена.

### Чула
Оценити чула било које животиње је тешко јер углавном не постоји директна комуникација између субјекта и онога ко врши тест.
Иако мачја чула мириса и слуха можда нису толико развијена, као рецимо код миша, умногоме су супериорнија од човекових. Она заједно са њеним високо развијеним чулима вида, укуса и додира чине мачку веома осећајном животињом међу сисарима.

#### Вид
Тестови указују да је мачји ноћни вид супериорнији од човековог, а дневни лошији. Мачке, као и пси, поседују tapetum lucidum који одбија додатну светлост у мрежњачу. Док ово повећава способност вида при слабој светлости, с друге стране умањује оштрину вида при обилној светлости. Када је светлост веома јака, дужица ока се скупља преко ока у облику прореза, смањујући количину светлости која пада на мрежњачу. Tapetum и остали механизми мачки дају минимум на прагу осетљивости на светлост, чак седам пута мању од оне код човека. Варијације у боји мачјег ока на фотографијама у великој мери зависе од међусобног утицаја блица и тапетума.
Мачке у просеку имају видно поље од 200°, наспрам човекових 180°, са бинокуларним пољем (које преклапа слике оба ока) ужим од човековог. Као и код већине предатора, њихове очи су истурене напред, што им даје дубину перцепције, по цену видног поља. Видно поље веома зависи од положаја очију, али такође може бити повезано и са грађом ока. Уместо дела ока под називом fovea које људима даје оштрину централног вида, мачке поседују централну везу познатију као визуелна линија. Мачке разликују боје, али не и сличне нијансе.
Мачке поседују трећи очни капак, односно танку, прозирну мембрану која прекрива очи са стране. Може се видети у тренутку када мачка отвара очи, као и када је поспана или задовољна. Уколико је пак мачка непрекидно показује требало би је одвести код ветеринара.
Боја очију код мачака варира. Најчешће су то златна, зелена и наранџаста. Плаве очи најчешће се повезују са сијамским мачкама, али се могу јавити и код албино мачака. Уколико албино мачка има два плава ока, обично је глува, а уколико су јој очи наранџасте нема проблема са слухом. Албино мачке код којих је једно око плаво, а друго наранџасто су обично глуве на истој страни са које се налази плаво око.

#### Слух
Људи и мачке имају сличан праг слуха на нижем делу скале, али мачке могу да чују и звуке јако високе фреквенције, чак боље и од паса. Мачке могу да чују 2 октаве више од људи, и половину октаве више од паса. Оне могу да региструју ултразвучне трептаје до 60.000 Hz. Када нешто слуша мачка ће уши усмерити у том правцу. Мачке могу да померају уши независно једно од другог и то напред, назад и укосо, како би откриле извор звука. Мачји слух је толико прецизан да могу не само да одреде тренутан положај миша који је удаљен 10 m већ и да процене брзину његовог кретања.

#### Мирис
Чуло мириса домаће мачке је четрнаест пута јаче од човековог. Мачке у носу имају дупло више ћелија за мирис од људи, што значи да могу да нањуше ствари којих ми нисмо ни свесни. Мачке такође имају и орган за њух при врху њихових уста звани vomeronasal или Јакобсонов орган. Када мачка набора губицу, ниже ка бради, и опусти језик, отвара се пут за вомероназал. Ово се назива зевање или „ругање“.

#### Додир
Мачке имају туце јаких длачица које су посебно изражене у четири реда изнад горње усне (бркови), по неколико на сваком образу, затим као чуперци изнад очију и чекиње на бради. Могу се налазити и на зглобовима и сличне су онима које чине трепавице. Бркови (vibrissae) помажу мачки око навигације и осећаја. Оне могу да детектују веома мале промене у ваздуху које указују мачки на ствари које не види. Два горња реда бркова могу се померати независно од доњих за прецизније мерење.
Сматра се да мачка може да се ослони на своје бркове када се нађе у магли. Такође јој помажу да процени да ли може негде да се смести или провуче. Они су и показатељ мачкиног расположења. Када су избачени напред значи да је мачка радознала и пријатељски расположена, а када су опуштени да је агресивна или се брани.

#### Укус
По истраживању Нешнал Џиогрефика (National Geographic) од 8. децембра 2005, мачке не могу да окусе слатку храну због грешке у гену за рецепцију слаткоће. Неки научници верују да је то повезано са природном исхраном мачке која је веома богата протеинима, иако је нејасно да ли је то узрок или последица.

## Лов и исхрана
У односу на своју величину, домаће мачке су веома ефикасне грабљивице. У лову на мање кичмењаке, њихова тактика заседе и прикрадања слична је оној код леопарда, а по скоку и коришћењу канџи као код тигрова. Након што скоче на плен, следи смртоносни ударац тако што зарију своје очњаке у врат жртве и прережу јој кичмени стуб, или је угуше тако што јој приклеште душник.
Домаћа мачка лови и храни се са око хиљаду различитих врста животиња, док је код великих мачака тај број мањи од сто. Иако, теоретски, велике мачке могу такође да улове већину тих врста, то не чине због мале хранљиве вредности тих животиња. Изузетак је леопард који често лови зечеве и друге мање животиње.
Чак ће и добро ухрањене кућне мачке ловити и убијати птице, мишеве, пацове и друге мање животиње из околине. Оне често свом власнику поклањају своје трофеје. Мотив није потпуно јасан, али се сматра да је то пријатељско понашање. Вероватно је да мачка жели да буде похваљена за свој симболичан допринос групи, или да жели да подели плен са остатком чопора (мачке своје људске укућане тако доживљавају).
Мачке имају високоспецијализоване зубе и цревни тракт прилагођен варењу меса. Предкутњак и први кутњак заједно чине пар који има улогу да сече месо попут маказа. Ово је присутно и код canine-а али је код feline-а високо развијено. Мачји језик поседује оштре наборе, или papillae, погодне за стругање меса са костију. Те papillae су у ствари мале кукице окренуте уназад које садрже кератин и помажу код чишћења. Домаће мачке једу релативно мало поврћа. Међутим, уобичајено је да мачке у своју месну исхрану повремено унесу мале количине траве или биља. Док пси и медведи обично у своју исхрану уносе воће, бобице, корење и мед када за то имају прилику, мачке више воле да се хране првенствено месом, и то сировим. Мачке имају генетску аномалију која им онемогућава да осете слатко, што је вероватно повезано са њиховом потребом за месом, и готово сигурно повезано са њиховом одбојношћу према воћу и бобицама.
Познато је да мачке жваћу траву, лишће или кућно биље како би отклонили болове у стомаку. Неке од кућних биљака су штетне по њих. Ускршњи љиљан може довести до смртоносног оштећења бубрега. Филадендрон је за њих такође отрован. Cat Fancy има цео списак биљака опасних по мачке.
Неке мачке обожавају мачју траву. Иако је генерално не једу, често ће се ваљати по њој, гребати је или жвакати. Ефекат који ова биљка има на њих је обично кратак и траје само пар минута, да би се након сат-два поново јавио. Још пар биљака имају овакав ефекат на мачке, али мањег интензитета.
Мачке могу бити избирљиве у исхрани. То се дешава када вомероназал постане осетљив на одређену врсту хране, или уколико је власник мачку превише размазио, тако да ће мачка одбити било коју врсту хране коју није очекивала. Многе од мачака заволе „људску храну“, попут хлеба, помфрита, пице, супе од парадајза, палачинки, маслина и др. Мноштво „људске хране“ није добро за мачке; чоколада, рецимо, може бити погубна за мачку због присуства теобромина, мада ће ретко која мачка јести чоколаду.
Код мачака се може јавити и стање када мачка жваће необичне ствари попут тканине, пластике или вуне. Овакво понашање је углавном безопасно, уколико не прогутају већу количину кад то може довести до фаталног исхода или операције. Ово понашање најчешће се јавља код сијамске и бурманске мачке.
Домаће мачке, нарочито мачићи, обожавају да се играју са канапом. Многе мачке не могу да одоле канапу који се њише или насумично ваља по поду. Ова непоправљива љубав према канапу је често приказана у цртаћима или на фотографијама, који приказују маче које се игра са клупком. Ова склоност је вероватно повезана са њиховим ловачким инстинктом. Уколико мачка прогута канап то може довести до болести, па чак и смрти. Због тога неки људи у игри са мачком користе ласер са црвеном тачком, али се многи противе овоме због опасности по очи мачке, али још више због губитка задовољства због успешног хватања објекта. Чињеница да мачка не може физички додирнути ласер ма колико се трудила и несхватање тога шта се заправо дешава може довести до тога да сасвим мирна мачка постане потресена и раздражљива. Због тога се мачка не треба играти са ласером дуже од пар минута.
Због своје мале величине, домаће мачке не представљају практично никакву опасност по човека - већи ризик представља зараза (у ређим случајевима беснило) до које може доћи услед мачјег угриза или огреботине. Постоји потенцијална опасност да мачка повреди човеку очи. Познато је да су многи пси били ослепљени у борби са мачкама, када мачка намерно циља на очи.
Мачке могу бити погубне за екосистем у коме не живе одувек и где припадници осталих врста нису имали времена да се прилагоде на њихово присуство. То је у неким случајевима довело до потпуног истребљења аутохтоних врста.

## Хигијена
Мачке су познате по својој чистоћи. Мачке се чисте тако што лижу своје крзно. Њихова пљувачка је моћно средство за чишћење, али код људи може изазвати алергију. Људи алергични на мачке, који пате од поленске кијавице или астме, углавном се брзо привикну на мачку са којом живе, док на остале и даље остају алергични. Многе од мачака уживају да чисте људе или друге мачке. Неке од мачака повремено искашљавају лопте од крзна које се нагомилало у њиховим стомацима као последица свакодневног чишћења. Дугодлаке мачке су склоније овоме од краткодлаких. Ово се може спречити посебном мачјом храном и лековима које олакшавају избацивање крзна, као и редовним чешљањем помоћу четке са чврстом длаком. Мачке на чишћење троше готово исту количину течности као и на уринирање.
Кућне мачке би требало да имају картонску кутију са песком или неким сличним растреситим материјалом. Она треба да служи истој сврси као и нужник за људе. Свакодневно би требало да се чисти и често замењује новом (у зависности од броја мачака које је користе, као и од материјала који се у њој налази - пиљевина дуже остаје чиста, али код неких мачака може изазвати здравствене проблеме). Картонска кутија је препоручљива и за мачке које повремено излазе напоље. Она међутим може представљати ризик од заразе токсопласмозом, нарочито за труднице и људе са ослабљеним имунитетом. Опасност од заразе може бити умањена свакодневним чишћењем кутије. Неке мачке могу се научити и коришћењу тоалета.
Добро је да кућна мачка има дрво за оштрење канџи, како не би уништавале намештај, али га неке мачке не прихватају. Зато неким мачкама морају да се скраћују канџе, али се притом мора пазити на вене које се налазе у близини.

## Понашање
Старо мишљење да су мачке самотњаци је давно оповргнуто. Међу њима, као и код свих других, има самотњака, али су мачке по природи ипак дружељубиве. Ако се посматра већа популација мачака, као нпр. у неким сеоским домаћинствима или у неким великим градовима, пада у очи низ друштвених односа између појединих животиња. Тако нешто би код типичних самотњака, као што је на пример тигар било сасвим искључено.
Мачке су, насупрот томе, врло самосталне. Оне саме одређују где и у чијем друштву ће проводити своје време, и врло тешко им се може нешто наметнути. На селу, где мачке спадају у једно домаћинство, али живе ван непосредне људске контроле, често се удружују у мање групе које подсећају на лављи чопор. Такви мачји чопори састоје се од неколико женки које су у међусобном сродству, њихових старијих и млађих мачића и једним или два мужјака. Док се мужјаци, кад достигну полну зрелост, углавном разиђу, женско потомство остаје уз мајку на њеној територији и повећава групу.

### Споразумевање
Мачке се споразумевају говором тела, гласом и мирисима. Мирисне сигнале користе како у директним сусретима тако и на велике удаљености. За то потребне мирисе луче у лојним и знојним жлездама, а преносе их трљањем, гребањем и урином на предмете, биљке или особе.
У непосредном контакту сигнализирају своје емоционално стање држањем и покретима целог тела и репа. Притом, одређену улогу има и начин на који држе уши као и сужавање и ширење зеница.
О расположењу мачке се пуно тога може закључити по начину на који држи реп. Ако не желе да скрену пажњу на себе, стоје по страни, реп сасвим усправе и избегавају поглед присутних. Јако савијен врх усправног репа значи пријатељски поздрав или понекад унапред радовање нечему што очекују од човека. Подигнут реп са лагано савијеним врхом значи радост, задовољство или напетост. Накострешен реп знак је претње и агресивности, док махање репом одражава несигурност и неодлучност, а не како се још и данас мисли, љутњу.
 Ако су довољно близу, мачке користе и звучне сигнале како би нагласиле говор тела. Фрктањем и режањем изражавају страх и агресивност, док гласом који подсећа на гугутање голуба дозивају мачиће.
Мјаукање је најтипичнији звук који мачка користи. Он може да има различита значења, зависно од начина и ситуације у којој се мачка њиме користи. Мачке које нису удомаћене избегавају мјаукање да не би тиме скренуле пажњу могућих непријатеља на себе.
Још један звук је изразито својствен мачкама и најчешће је знак угодности и задовољства. То је „предење“. Предење, трљањем уз тело и високо дигнутим равним репом мачке по правилу шаљу сигнале помирљивости и изражавају жељу да отклоне нечију агресивност. Међутим, мачке преду и када их нешто боли како би тиме саме себе мало утешиле. Нпр, неке мачке интензивно и гласно преду за време коћења младунаца.

### Интелигенција
Мачке имају велику способност учења и сећања, које користе пре свега за информације које су им од неке користи. Ту спадају њена најмилија храна, место на коме стоји посудица са водом, најудобније место за спавање и место на коме стоји њена најмилија играчка. Осим тога, врло брзо открију како треба да се понашају да би човека придобили да уради оно што оне желе, па се тако посебно добро одазивају на своје име кад је време оброка. Мачке које живе на отвореном добро се сећају граница свог подручја, познатих мачака које се појављују на том подручју као и опасних паса. Асоцијативно сећање омогућава мачки да решава нови проблем упоређујући га са већ доживљеним. На тај начин без проблема разумеју међусобне односе између појединих догађаја и реагују на нове, до тада непознате ситуације.
Мачке долазе на свет са низом инстинката, али неке облике понашања који се на то надовезују морају са стрпљењем и трудом да науче. У то спадају, на пример, лов и употреба мачјег нужника. Кад мачићи могу да изађу на отворено, после треће недеље старости, мачка почиње да доноси ловину. У почетку мачка само пред мачићима поједе већ мртву ловину. Касније је донесе живу и пред мачићима је убије и остави њима да покушају да једу. На крају, донесе живу ловину и пусти мачиће да је хватају. Ако мачићи не добију ту поуку од своје мајке, или је мајка лош ловац, вероватно ни ти мачићи никада неће бити добри ловци.

## Полна зрелост
И мужјаци и женке полно сазревају између шестог и осмог месеца живота, али пун телесни развој завршавају и једни и други тек неколико месеци касније. Тај развој код већине расних мачака траје и неколико месеци дуже. Са полном зрелошћу почињу да се уочавају и разлике у телесној грађи између мужјака и женки. Мужјаци су крупније грађе, имају снажнији врат, а због масних јастучића на образима имају и већу главу. Женке су обично виткије и имају уску, троугласту главу.
Осим физичких разлика, мужјаци и женке се и различито понашају. Мужјаци су територијалне животиње и подручје које сматрају својим обележавају прскањем урина и трљањем о предмете на местима која најчешће посећују. На уљезе реагују претећим понашањем и израженом агресивношћу. За разлику од женки, склони су скитњи и често данима избијају у лову или у потрази за женкама које се управо терају. Кад се коначно врате из скитње, траже утеху, храну и мирно место за одмор.

### Размножавање
Мачке обично полно сазревају у шестом месецу живота и тада се први пут „терају“, а унутар раздобља терања плодне су обично пет до шест дана. Док се тера, мачка се непрекидно трља о предмете, ваља се по поду и диже задњицу у вис. Ако се у том раздобљу не пари са мужјаком, након око три недеље поново ће се терати.
Мачке које излазе на отворено дозивају више мужјака с једне стране мирисном поруком да се терају садржаном у урину, а са друге стране врло бучним гласом који подсећа на плач малог детета. Кад се мужјаци окупе, у првој фази их мачка држи на одстојању фрктањем, дахтањем и ударцима шапом, што искусан мачак по правилу уме да избегне. Женка се затим повлачи на сигурну удаљеност, док мужјаци застрашују један другог погледима, кострешењем и гласним урлањем. Обилазе један око другог и процењују се. Ако се ни један не повуче на време, признајући тиме да је слабији, из тог сусрета може да се развије права битка из које мужјаци излазе пуни огреботина и угриза. Право на парење добија мачак који из тих окршаја изађе као победник. Смртност некастрираних мужјака је знатно већа него кастрираних јер они у потрази за женкама које се терају прелазе велике удаљености (неретко у радијусу и преко 3 km) као и због последица описаних битака за женку.
До парења може доћи тек када женка покаже своју спремност за парење тако што чучне, подигне задњицу и реп савије јако у страну. Чин парења траје само пар секунди и нагло се прекида тиме што женка уз врисак збаци мужјака јер се на мужјаковом пенису налази израслина што парење чини болним за женку. Тај бол је потребан, јер он изазива излазак јајашца и омогућава оплодњу. У периоду терања мачка може да се пари са више мужјака, а како се код сваког парења ослобађа само једно јајашце, у једном леглу може бити мачића од више различитих очева.
Раздобље терања се обично завршава скотношћу која се у првим недељама не примећује. Тек последње три недеље мачићи су довољно велики да се може уочити повећан обим стомака, а тада почињу да расту млечне жлезде. Мачка у просеку носи 63 до 65 дана. Последњих дана је нервозна и непрекидно тражи сигурно место на коме ће се окотити. Кад живи у кући или стану, мачка ће за коћење изабрати собу особе коју највише воли. Место на коме ће се окотити може бити полуотворени ормар, нека кутија или чак кревет блиске особе. Сам порођај може да траје више часова, па чак и до 24 часа. Размак између рађања појединих мачића може бити врло различит. У првом окоту једне мачке легло има најчешће 2–3 мачета. Догађа се да се мачка са првим окотом не снађе и не покаже никакво занимање за своје потомство. Ако се окоти на отвореном, једноставно их остави, а мачићи угину. Код каснијих окота број мачића се повећава и може нарасти и до 7. Мачке имају 8 дојки и углавном су одличне мајке. У првим данима након окота мачка је толико везана за младунце да чак и непознате мачиће на које наиђе успут доводи у своје легло. Дешава се да уколико постоји више мачака у заједници, старије мачке помажу млађим око младунаца.

## Неке врсте мачака
- Персијска мачка
- Сијамска мачка
- Руска плава мачка

## Рекли су о мачкама
- Приметио сам да оно што мачка највише цени код човека није његова моћ да јој обезбеђује храну, што узима здраво за готово — већ његову способност да је забави. — Џефри Хаусхолд, савремени писац
- Мачке увек знају да ли их одређени људи воле или не, мада их то не тера да нешто и учине о том питању. — Винифред Каријер, писац и издавач
- Није важно какве је боје мачка, већ да ли лови мишеве. — кинеска пословица
- Оно што је одлично код мачака је њихова бескрајна разноврсност. Човек може одабрати мачку која ће одговарати скоро сваком ентеријеру, боји, животном стандарду, карактеру или расположењу. Ипак, испод крзна, ма које боје било, биће заправо непромењена, једна од ретких слободних душа на овом свету. — Ерик Герни
- Уметници воле мачке, војници псе. — Дезмонд Морис, зоолог и антрополог
- У мачјој савршеној елеганцији и супериорној самодовољности видео сам симбол савршене лепоте и ласкаве безличности самог света, објективно сагледаног. У њеној немој мистичности лежи све чудесно и фасцинантно непознатог. — Х. Ф. Лавкрафт, књижевник
- Волео бих да могу писати тако мистериозно као што је мачка. — Едгар Алан По, писац
- Кад је Бог стварао свет, одлучио је да стави и животиње у њега па је смислио да свакој подари особине које жели. Животиње су тако формирале дуг ред испред његовог трона, док је мачка отишла на зачеље. Слону и медведу Бог је дао снагу, зецу и јелену брзину, сови моћ да види у мраку, птицама и лептирима изузетну лепоту, лисици мудрост, мајмуну интелигенцију, псу верност, лаву храброст, видри разиграност. Све те особине су животиње тражиле Богу. Дошао је и крај реда, а тамо је седела мала мачка, стрпљиво чекајући. „Шта ти желиш?“, упита Бог мачку. Мачка се скупи скромно па рече: „Ма, шта год да ти је остало од других, мени не смета.“ „Али ја сам Бог, све ми је остало.“ „У том случају, молим од свега по мало.“ Бог се гласно насмеја на мачкин паметан одговор и даде малој мачки све што је хтела, додајући на то грациозност и елеганцију и, посебно за њу, нежно предење које ће увек привлачити људе и осигурати јој топао и удобан дом. Али јој је ипак узео лажну скромност. — Ленор Флајшер, Мачкина пиџама
- Још изрека о мачкама